# Shine On (Kee Marcello)
Shine On è il primo album da solista di Kee Marcello, ex-chitarrista della rock band svedese Europe, pubblicato nel 1995.

## Tracce
Tutti i brani sono stati composti da Kee Marcello, eccetto dove indicato.
1. When the Rain Comes Falling – 4:01
2. Shine On – 4:00
3. Sweet Little Sister – 4:32 (Kee Marcello, Fredrik von Gerber, Nestor Geli)
4. Rough Ride to Paradise – 4:16
5. La Liaison – 4:35
6. Tonight Belongs to Us – 4:26
7. Credo (I Believe) – 5:33 (Kee Marcello, Nestor Geli)
8. The Wind Cries Your Name – 4:48
9. The River of Karma – 4:33 (Kee Marcello, Nestor Geli)
10. Fine Line – 5:00 (Kee Marcello, Nestor Geli)
11. Together Alone – 8:16 (Kee Marcello, Nestor Geli)

## Musicisti
- Kee Marcello – voce, chitarre
- Johan Lyndström – chitarre
- Svante Henryson – basso
- Mats Asplén – tastiere
- Magnus Persson – batteria